# 山梨県立機山工業高等学校
山梨県立機山工業高等学校（やまなしけんりつ きざんこうぎょうこうとうがっこう）とは、山梨県甲府市下飯田一丁目にあった公立高等学校。
現在は山梨県立第一商業高等学校と統合され、山梨県立甲府城西高等学校になっている。サッカー、野球（甲子園は未出場）において強豪のひとつだった。

## 設置学科
- 電子機械科
- 電気科
- 環境化学科

## 沿革
- 1959年4月1日 - 山梨県立機山工業高等学校として開校。
- 1959年4月8日 - 開校式挙行。第1回入学式を挙行。
- 1999年3月1日 - 閉校式を挙行。

## 著名な出身者
- 井上雅央 - プロレスラー
- 篠田善之 - アビスパ福岡の元サッカー選手、現ヴァンフォーレ甲府監督
- 数野篤人 - 元サッカー選手
- 八巻保幸 -ビー・バップ・ハイスクール横浜銀一役

## 最寄駅
- 東日本旅客鉄道中央本線：甲府駅

## その他
アマチュア無線呼出符号JA1YFXが存在した。